# Suri-Ubu
Suri-Ubu (Suriubu) ist eine osttimoresische Aldeia im Suco Goulolo (Verwaltungsamt Cailaco, Gemeinde Bobonaro). 2015 lebten in der Aldeia 328 Menschen.

## Geographie
Suri-Ubu bildet eine Exklave im Norden von Cailaco. Im Norden, Osten und Süden ist es vom Suco Purugua umgeben. An der Westgrenze fließt der Nunura, auf dessen anderem Ufer der Suco Atabae (Verwaltungsamt Atabae) liegt. Südlich von Suri-Ubu fließen der Nebenfluss Utobato und sein Zufluss Aideno. Die Überlandstraße von Maliana nach Hatolia Vila führt über eine Brücke, über den Utobato und durch die Exklave und dem dortigen Dorf Suriubu Turema (Turema).
In Suriubu Turema befindet sich eine Grundschule.

## Politik
2023 wurde Deolindo Leto Siri zum Chefe de Aldeia gewählt.